# إليزابيث بيرنبرغ

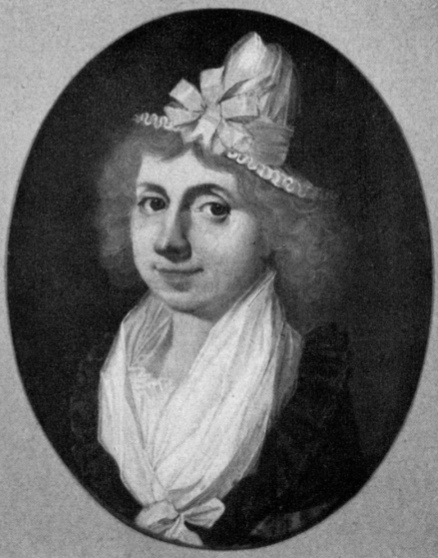
إليزابيث بيرنبرغ

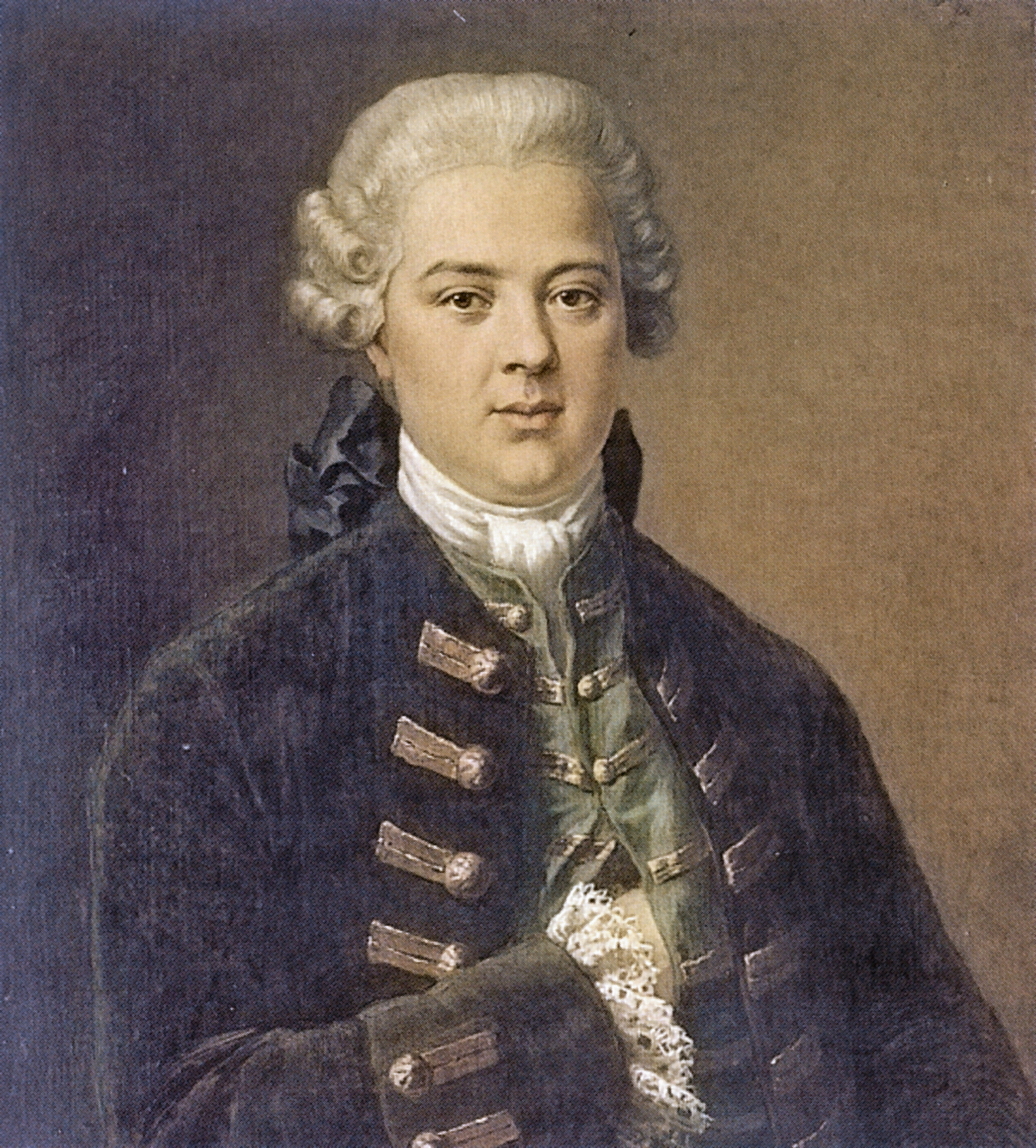
Her husband, Hamburg banker يوهان هينريك جوسلر

إليزابيث بيرنبرغ (2 ديسمبر 1749 - 16 يناير 1822) كانت وريثة عائلة بيرنبرغ المرموقة في هامبورغ. وكانت آخر عضو من أعضاء عائلة بيرنبرغ الفلمندية الأصل التي بنت ثروتها من تجارة القماش والقاطنة في هامبورغ. إليزابيث هي المالك الحالي لبنك تجاري يدعى بنك بيرينبيرج. كما أنها تعتبر المرأة الوحيدة على الإطلاق التي لها نصيب كشريك في بنك بيرينبيرج كما تلعب دورًا قياديًا نشطًا فيه منذ تأسيس الشركة في عام 1590 من قبل عائلتها.

## حياتها
كانت إليزابيث تنتمي إلى عائلة بيرنبرغ، وهي عائلة فلمنكية الأصل من منطقة أنتويرب في بلجيكا اليوم، والتي جاءت كالجئين مضطهدين دينيا إلى هامبورغ في عام 1585، حيث أسسوا بنك بيرينبيرج وأصبحوا مع عائلة أمسينك أحد أبرز أسر الطبقة الحاكمة في المدينة. كانت ابنة يوهان بيرنبرغ (1718–1772) مالك بنك بيرينبيرج وآنا ماريا لوتروب (1723-1761)، وسميت باسم جدتها آنا إليزابيث أمسنك (1690-1748). تم انتخاب جدها رودولف بيرنبرغ عضوا (سيناتور) في مجلس الشيوخ في عام 1735، وكان جد والدها كورنيليوس بيرنبرغ غراند بورغر (لقيب ألماني في العصور السطى) كما طور بنك بيرنبرغ واصله لان يصبح بنك تجاري ناجح للغاية. كما انحدرت من العديد من العائلات التجارية والمصرفية البارزة مثل عائلة ولزر.
كان شقيقها الوحيد رودولف بيرنبرغ (1748-1768) مختل عقلياً ومات في العشرين من عمره في سورينام، حيث كان قد أرسله والده هناك لإدارة مصالح العائلة التجارية، أما عمها السيناتور بول بيرنبرغ (1716-1768) توفي بدون ورثة في نفس العام. وهكذا ظلت إليزابيث بيرنبرغ هي الوريثة الوحيدة لبنك بيرينبيرج. في عام 1768، تزوجت من يوهان هينريك جوسلر، الذي عمل غي بنك بيرينبيرج كمتدرب، وقام والدها بجعل جوسلر شريكًا في البنك عام 1769. بعد وفاة والدها يوهان بيرنبرغ، أصبح زوجها جوسلر المالك الوحيد ورئيس الشركة. يصف المؤرخ بيرسي ارنست شرام زواجهما كزواج مصلحة أو زواج صوري. لم تكن تعتبر جميلة، ولكنها كانت ذكية وطيبة، كما تتحدث العديد من اللغات (بما في ذلك اللاتينية) وأصبحت زوجة وأم مثالية. وقد أستمر زواجهما لمدة 32 سنة. وبعد وفات زوجها في عام 1790، أدارت الشركة بالتعاون مع صهرها حتى تاريخ 31 ديسمبر من عام 1800، وبعد ذلك التاريخت أديرت الشركة من قبل صهرها زوج ابنتها وابنها وحدهما. ومع ذلك احتفظت بحساب بنكي كبير في بنك بيرنبيرج وصل لمئة ألف من المارك بانكو حتى وفاتها. تم تغيير اسم الشركة إلى جون بيرنبرغ، جوسلر وشركائه في 1791.
كانت والدة آنا هنرييت جوسلر التي تزوجت من لودفيج إيردوين سيولر والسيناتور يوهان هينريك جوسلر. أصبح صهرها «سيولر» شريكًا في عام 1788 ورئيسًا لبنك بيرنبرغ في عام 1790. وانضم ابنها يوهان هاينريش جوسلر إلى البنك كشريك في عام 1798. وأصبح حفيدها هيرمان جوسلر (1802-1877) أول رئيس بلدية ورئيسًا لمجلس الشيوخ (رئيس الدولة)، في حين أن حفيدها البارون يوهان فون بيرنبرغ-جوسلر، تم منحه اسم بيرنبرغ-جوسلر من قبل مجلس الشيوخ في هامبورغ. في عام 1880رقي في عهد مملكة بروسيا ليل لدرجة النبلاء ثم حصل على درجة بارون في عام 1910. منذ عام 1793 حتى وفاتها في عام 1822، أستخدمت إليزابيث فروستبرغ هاوس كمقر صيفي.
يصفها بيرسي ارنست شرام بأنها «ماريا تيريزيا في صورة مصغرة» و «امرأة عملية جدا حكمت عائلتها بحيوية غير منقوصة». وكتبت ابنتها آنا هريريت جوسلر ذات مرة «كلنا نحبها ونحترمها بشكل لا يوصف، كما أنها تستحق ذلك تماما، لأنها تعيش فقط من أجل أولادها. إنها حيّة ومشرقة للغاية بالنسبة لعمرها». كانت متعلمة وتأكدت من حصول بناتها وأبنائها على تعليم جيد.

## معرض صور

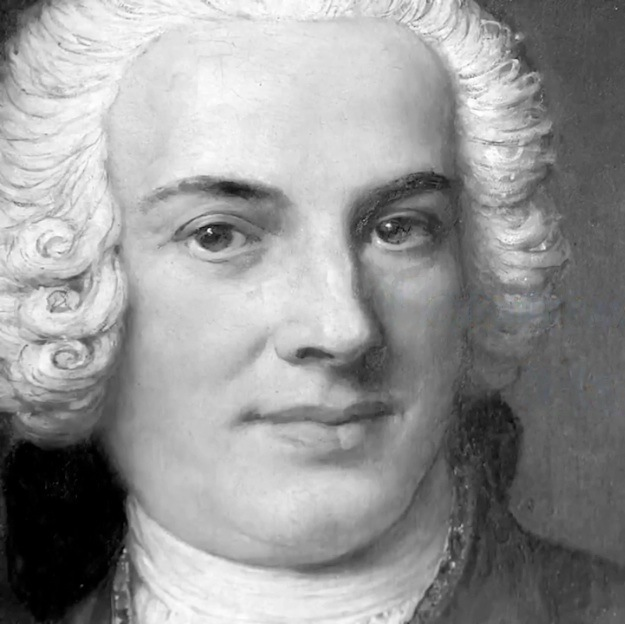
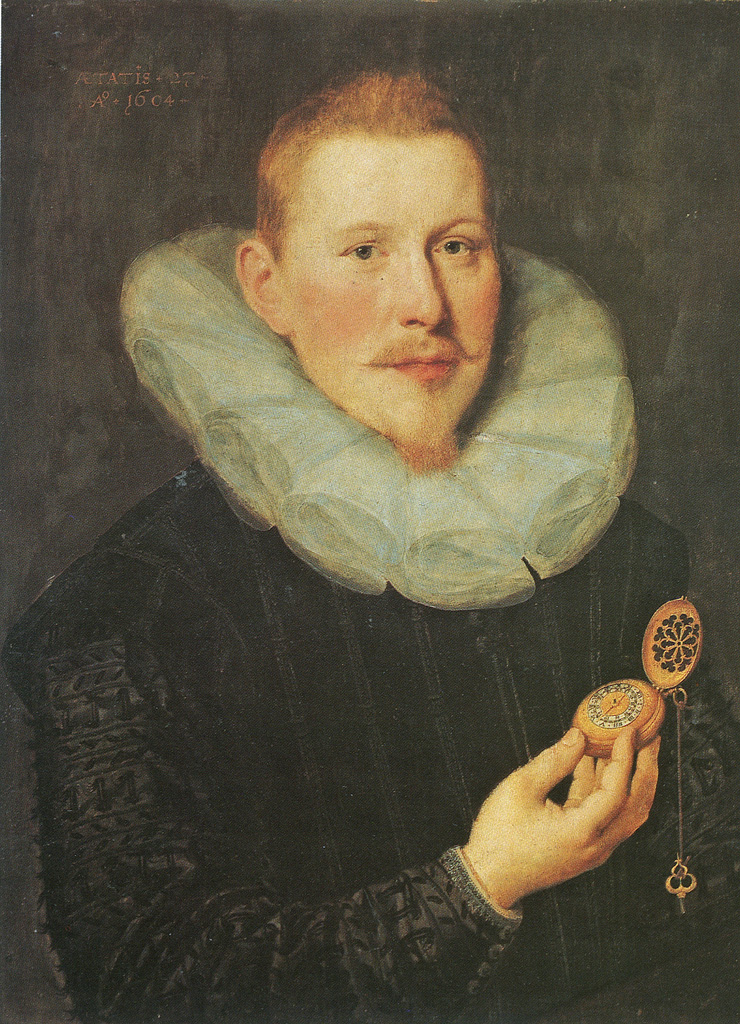
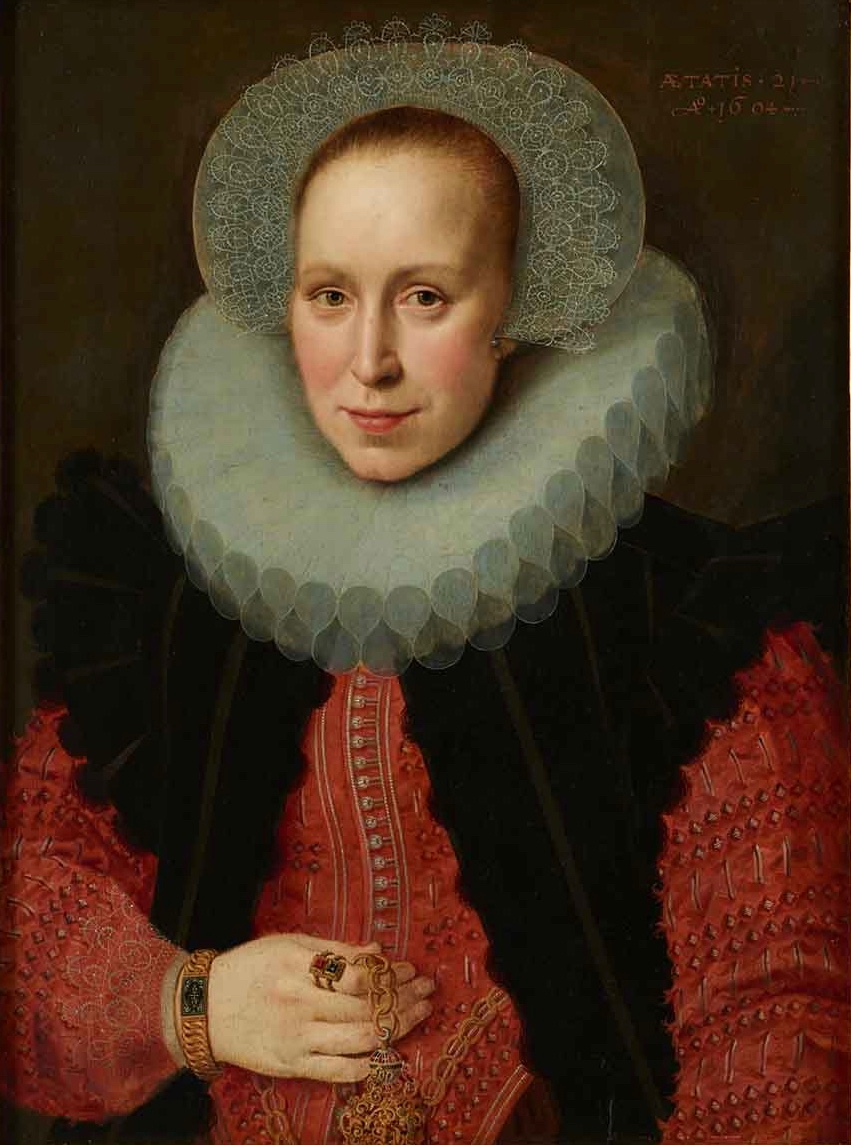
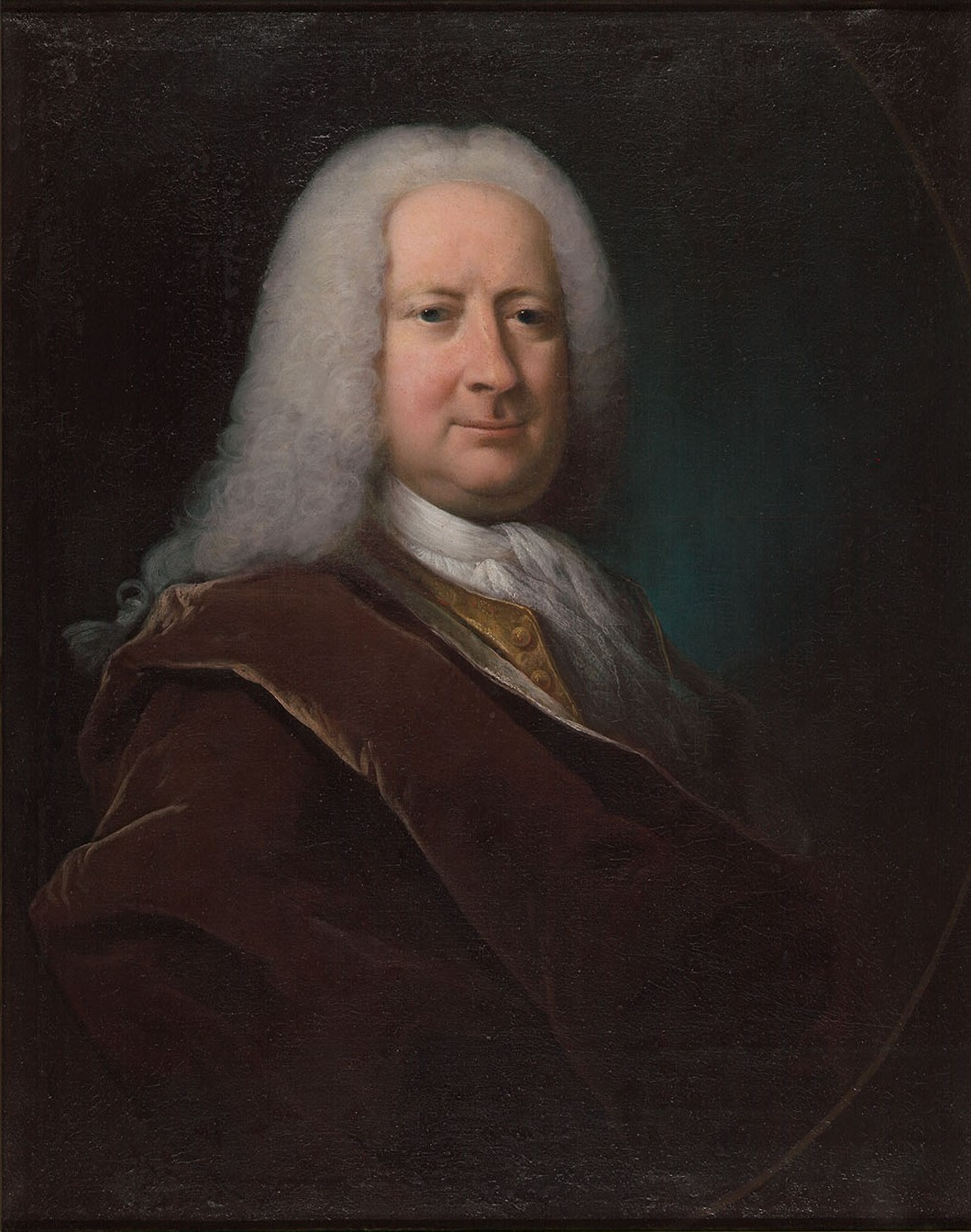